# Volk ans Gewehr

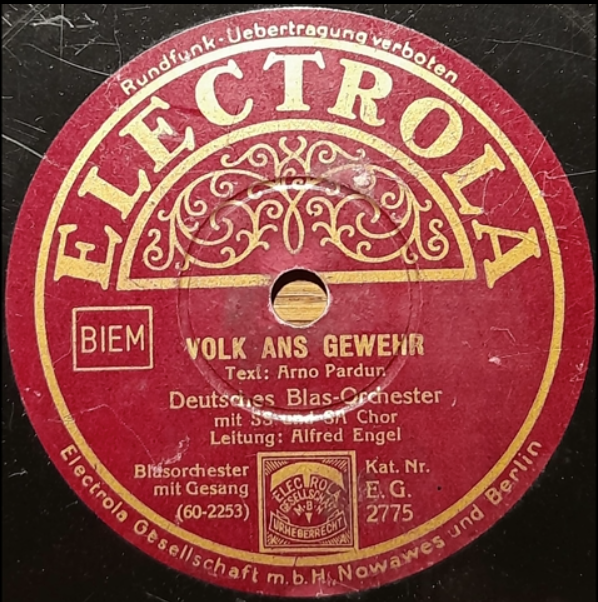
Etikett einer Electrola-Platte

„Volk ans Gewehr“ ist der Refrain des in der Zeit des Nationalsozialismus sehr verbreiteten Liedes Siehst du im Osten das Morgenrot aus dem Jahr 1931. Verfasser des Liedes war Arno Pardun, der es Joseph Goebbels widmete. Der Text enthält starke Anspielungen auf das bekannte Arbeiterlied Brüder, zur Sonne, zur Freiheit.

## Übersicht
Das Lied wurde erstmals auf einer Kundgebung im Berliner Sportpalast am 8. Januar 1932 von etwa 150 SA-Leuten der SA-Standarte 7 und der SA-Kapelle Fuhsel öffentlich vorgetragen. In den folgenden Jahren wurde es zu einem der meistgespielten nationalsozialistischen Lieder.
Parduns Lied gehörte zu den bekanntesten Massenliedern der NS-Zeit: In den 1930er Jahren wurde es vor allem als SA-Marschlied verwendet. Unter anderem wurde es auch bei der Bücherverbrennung in Berlin 1933 auf dem Opernplatz gesungen. Außerdem war es ein Pflichtlied beim Reichsarbeitsdienst. Nicht zuletzt durch die Aufnahme in das Soldatenliederbuch Morgen marschieren wir wurde es während des Krieges als Militärlied verwendet.
Die entscheidenden Takte des Liedes wurden 1939 bis 1945 für den Reichsprogramm-Zusammenschluss deutscher Sender (Großdeutscher Rundfunk) als Pausenzeichen verwendet. Auch Vorträge an Universitäten oder Fachschaftssitzungen wurden schon seit 1933 mit dem Lied begonnen. Somit wurden die Menschen ständig an dieses Lied erinnert. Die Historikerin Jutta Sywottek bezeichnet dies als subtiles Erziehungsmittel der Nationalsozialisten zur propagandistischen Kriegsvorbereitung.
Beim Nürnberger Prozess gegen die Hauptkriegsverbrecher wurde das Lied als Beweisdokument verwendet.

## Text und Melodie

### Text
| 1. Siehst du im Osten das Morgenrot? Ein Zeichen zur Freiheit, zur Sonne! Wir halten zusammen, ob lebend, ob tot, mag kommen, was immer da wolle! Warum jetzt noch zweifeln, hört auf mit dem Hadern, Noch fließt uns deutsches Blut in den Adern! Volk ans Gewehr! Volk ans Gewehr! | 2. Viele Jahre, sie zogen dahin, geknechtet das Volk und betrogen. Verräter und Juden hatten Gewinn, sie forderten Opfer Legionen. Im Volke geboren erstand uns ein Führer, gab Glaube und Hoffnung an Deutschland uns wieder. Volk ans Gewehr! Volk ans Gewehr!           |
| 3. Deutscher, wach auf und reihe dich ein, wir schreiten der Sonne entgegen! Frei soll die Arbeit, frei woll’n wir sein und mutig und trotzig-verwegen. Wir ballen die Fäuste und werden es wagen, es gibt kein Zurück mehr und keiner darf zagen! Volk ans Gewehr! Volk ans Gewehr! | 4. Jugend und Alter, Mann für Mann, umklammern das Hakenkreuzbanner. Ob Bürger, ob Bauer, ob Arbeitsmann, sie schwingen das Schwert und den Hammer. Für Hitler, für Freiheit, für Arbeit und Brot, Deutschland erwache und Juda den Tod! Volk ans Gewehr! Volk ans Gewehr! |

Die 3. Strophe wurde seltener gesungen, auf den meisten Aufzeichnungen finden sich nur die anderen drei Strophen.
Der Text enthält Anspielungen auf zahlreiche Eckpunkte der NS-Ideologie, so zum Beispiel die Forderung nach der Gewinnung von Lebensraum im Osten („Siehst du im Osten das Morgenrot“), scharfen Antisemitismus („Deutschland erwache, Juda den Tod“), die Unterordnung aller Alters- und Volksgruppen unter das gemeinsame Ziel („Jugend und Alter“ sowie „ob Bürger, ob Bauer, ob Arbeitsmann“) und die Beschwörung vom gesamten Volk ausgehender militärischer Gewalt („Volk ans Gewehr, Volk ans Gewehr“), sowie auf das beliebte Arbeiterlied Brüder, zur Sonne, zur Freiheit, wie zum Beispiel in der ersten Zeile.
Die Parole Volk ans Gewehr geht auf ein Gedicht aus dem Umkreis der Gießener Schwarzen von 1820 zurück („Freiheit, dein Baum fault ab / Jeder am Bettelstab / Beißt bald ins Hungergrab / Volk an’s Gewehr“).

### Melodie
Die Melodie hat einen hämmernden Marschrhythmus. Sie steht in Moll, hat einen bedrohlichen und düsteren Charakter und erreicht mit dem Aufruf „Volk ans Gewehr!“ ihren Höhepunkt. Dies sowie die Fanfaren zwischen den Zeilen geben dem Kampflied seine Wirkung. Die Melodie war seinerzeit dem Vorwurf ausgesetzt, „undeutsch“, „russisch“ oder „bolschewistisch“ zu klingen.

## Rechtslage
Die Wiedergabe des Liedes in der Öffentlichkeit ist in Deutschland nach § 86a StGB verboten. In Österreich gelten aufgrund § 3 des Verbotsgesetzes 1947 vergleichbare Bestimmungen.